# أغاف ذهبي
أغاف ذهبي (الاسم العلمي:Agave aurea) هو نوع من النباتات يتبع جنس الأغاف من الفصيلة الهليونية.